# Рагби 10
Рагби десет (енгл. rugby tens) је варијанта рагби јуниона, са по 10 рагбиста у једној екипи.
Тим за рагби 10 се састоји од 5 бекова и 5 скрамаша. Утакмица траје 20 минута. Једно полувреме траје 10 минута. Правила рагбија 10 су слична правилима рагбија 7. Рагби 10 је настао у Малезији 1967. 

## Позиције у рагбију 10
- 1 Слободан стуб
- 2 Талонер
- 3 Укљештени стуб
- 4 Леви скакач
- 5 Десни скакач
- 6 Деми
- 7 Отварач
- 8 Центар
- 9 Лево крило
- 10 Десно крило

## Позната такмичења у рагбију 10
- Кобра рагби тенс
- Хонг Конг тенс
- Кејп таунс тенс
- Ворлд клуб тенс
- Бризбејн глобал рагби тенс